# 成田ミイラ化遺体事件
成田ミイラ化遺体事件（なりたミイラかいたいじけん）は、1999年（平成11年）11月11日、千葉県成田市のホテルで発生した殺人・保護責任者遺棄致死事件。
不真正不作為犯に関するリーディングケースとして、刑法学上著名な判例である。

## 経緯
自己啓発セミナー団体であるライフスペースの高橋弘二は、頭部を手で軽く叩く「シャクティパット」と呼ぶ方法で病気を癒すことができると喧伝していた。これを信じた男が、高齢の家族を病院から連れ出し、成田市のホテルで高橋によるこの治療法を試みた。この家族はそのまま死亡したが、高橋はこの家族はまだ生きていると主張し、男をはじめとした周囲もこれを信じた。
1999年11月11日、ホテルから「4ヶ月以上も宿泊している不審な客がいる」と通報を受けた成田警察署署員が、ホテルの部屋を捜索してミイラ化した遺体を発見した。
事件の異常さや、高橋が記者会見で「定説」として「（被害者は）司法解剖されるまで生きていた」などと主張したことから、ワイドショーなどで大きく報道された。
翌2000年に高橋と男を含む11名が保護責任者遺棄致死で逮捕され、高橋が殺人で、男が保護責任者遺棄致死で起訴された（残りの9名は起訴猶予）。

## 刑事裁判

### 第一審・千葉地裁
2000年7月4日、千葉地方裁判所（小池洋吉裁判長）で高橋に対する裁判の初公判が開かれ、罪状認否で高橋は「全面的に否認します」と述べて無罪を主張した。冒頭陳述で検察側は「『グル』の体面や多額の金員取得のため、被害者を死亡させることもやむなしと決意した」と未必の故意を主張した。一方、弁護側は「殺害にあたらず、犯意も認定できない」と述べて無罪を主張した。
2001年9月27日、論告求刑公判が開かれ、検察側は「動機は悪質で非人間的。あえて殺人覚悟で犯行に及んだ」として懲役15年を求刑した。
2001年11月27日、最終弁論が開かれ、弁護側は「被害者の家族が望んだ可能な限りの介護を施した」として改めて無罪を主張した。一方、高橋は弁護側の最終弁論に対し「絵空事作文」と述べて批判した。また、裁判長が高橋の公判中の発言に対する真意を問いただしたが、高橋は「本意に基づくと言うことですね」と述べて閉廷を宣言した。
2002年2月5日、千葉地裁（小池洋吉裁判長）で判決公判が開かれ「悪行、虚言、矛盾が被害者の死亡という避けられない形となって表れたもので、自業自得と言うには余りにも愚かで、悪質な犯情と言わざるを得ない」として求刑通り懲役15年の判決を言い渡した。弁護側は判決を不服として即日控訴した。

### 控訴審・東京高裁
2003年6月26日、東京高等裁判所（須田賢裁判長）は「被害者を病院から連れ出した時点で、被告に殺意があったとした一審判決は誤り」として不作為犯を認定、一審判決を破棄して懲役7年の判決を言い渡した。弁護側は判決を不服として即日上告した。

### 上告審・最高裁第二小法廷
2005年7月4日、最高裁判所第二小法廷（中川了滋裁判長）は「男性の重い症状を認識し、必要な医療措置を受けさせる義務があったのに、放置したのは殺人罪に当たる」として上告を棄却する決定を出したため、高橋に対する懲役7年の判決が確定した。

### 共犯の男の裁判
2000年7月14日、千葉地裁（下山保男裁判長）で初公判が開かれ、罪状認否で「すべて父を助けるためだった」と述べて犯意を否認した。
2001年1月19日、被告人質問が行われ、男は「今後一切、高橋の指示、意見を聞く気はないし、彼が所属する団体の活動にも参加しない」と述べて高橋との関係を断ち切ると宣言した。
2001年2月23日、論告求刑公判が開かれ、検察側は「遺棄した故意が認められる。死者を冒涜し、冷酷非情で反社会的、反人道的な犯行」として懲役4年を求刑した。
2001年9月28日、千葉地裁（下山保男裁判長）で判決公判が開かれ、被害者の病状などを把握した上で病院から連れ出した行為を「犯罪の認識があった」と認定して懲役2年6月・執行猶予3年の判決を言い渡した。この判決に対し、検察側と弁護側の双方が控訴しなかったため、懲役2年6月・執行猶予3年の判決が確定した。

## 記者会見
高橋は事件を受けて記者会見を開くも、人が死んで、しかもその死に方がかなり怪異的（ミイラになっている）な一般的には大事件にもかかわらず、以下に挙げられる荒唐無稽な主張を繰り広げたため、会見に集まった記者や撮影陣から失笑、大爆笑の渦が起こった。
- 警察がホテルに家宅捜索に入った時点では被害者は生きていたと断言できる。
- 被害者の死因は司法解剖をしたことが原因である。
- 自分の体内には血液は巡っておらず、空気が循環している。
- 6000年前から自分はサイババと関係していた。
- 上の主張を述べたあと、サイババ自身が（高橋との）関係性を明確に否定した件を交えて記者が真偽をただした際「いいですか、それはサイババの勝手なんですよ」と意味不明な回答を行う。
- 10歳は成人である。
- 以前は税理士だった事を問われるや「過去世です」と発言。
- 事件に対する報道が激化し自己の責任を強く問われた際、「はっきり言って私はサイババとは何の関係もないんですよ」と6000年前から関係しているはずなのに矛盾した回答をしている。

## 裁判後
2011年12月、ライフスペース関係者は「千葉成田ミイラ事件(1)の再審支援の会」を発足させ、再審請求へ向けた活動（毎週都内で、シンポジウム＆ライブの夕べを開催）をしている。
2012年1月、「千葉成田ミイラ事件(1)の再審支援の会」は、本件事件のきっかけを弁護士紀藤正樹の発言やリークにより、作り出されたと主張して第二東京弁護士会に対して懲戒請求を申し立てたが却下された。これを受けて、2014年7月14日、日本弁護士連合会に異議申立を行ったがこれも却下された。